# Donacoscaptes latilineata
Donacoscaptes latilineata là một loài bướm đêm trong họ Crambidae.